# Gabriela Roubalová
Gabriela Roubalová (uměleckým jménem Gabrielle Boeme, provdaná Stefani, 10. února 1843 Radnice u Rokycan – 16. března 1922 Melbourne) byla česká operní pěvkyně, hudební pedagožka po dobu 41 let působící v australském Melbourne. Byla jednou z prvních českých zde působících operních pěvkyň a proslula zde též jako hudební pedagožka.

## Život

### Mládí
Narodila se v jedné z budov zámku v městečku Radnice nedaleko Rokycan v západních Čechách v rodině sládka Jana Roubala. Od mládí se věnovala zpěvu a hře na klavír. Po přestěhování Roubalových do Staré Huti u Nižboru poblíž Berouna, kde byl otec zaměstnán v pivovaru na zdejším panství Fürstenbergů, začala docházet k hudebnímu učiteli Liboru Tolmanovi. S podporou knížete Fürstenberga pokračovala ve studiu zpěvu na hudební škole Františka Pivody v Praze.

### Pěvecká kariéra
Poté odešla ke studiu do operní školy operního mistra Leona Rossiho, ředitele konzervatoře v Miláně. Zde absolvovala své první operní role na jevišti divadla Carcano. Roku 1865 byla poprvé angažována do Prozatímního divadla v Praze v opeře G. Vedriho Trubadůr. Svým zvoleným uměleckým jménem Gabriella Boema hrdě odkazovala na svůj český původ. Následovalo hostování v několika evropských městech (mj. v Kyjevě). Provdala se za italského houslistu a továrníka Raffaela Stefaniho. V letech 1874 až 1878 vycestovala na turné na Dálný východ, kdy vystoupila mj. ve filipínské Manile či Luzon City, na indonéské Jávě, v Indii, Číně a Japonsku.

### V Austrálii
Se svým manželem poté navštívili také roku 1881 Austrálii a následně se usadili v jihoaustralském Melbourne. Roku 1884 absolvovala poslední větší turné, během kterého vystoupila mj. v Metropolitní opeře v New Yorku, v Indii, Japonsku, Číně, Rusku i v Národním divadle v Praze.

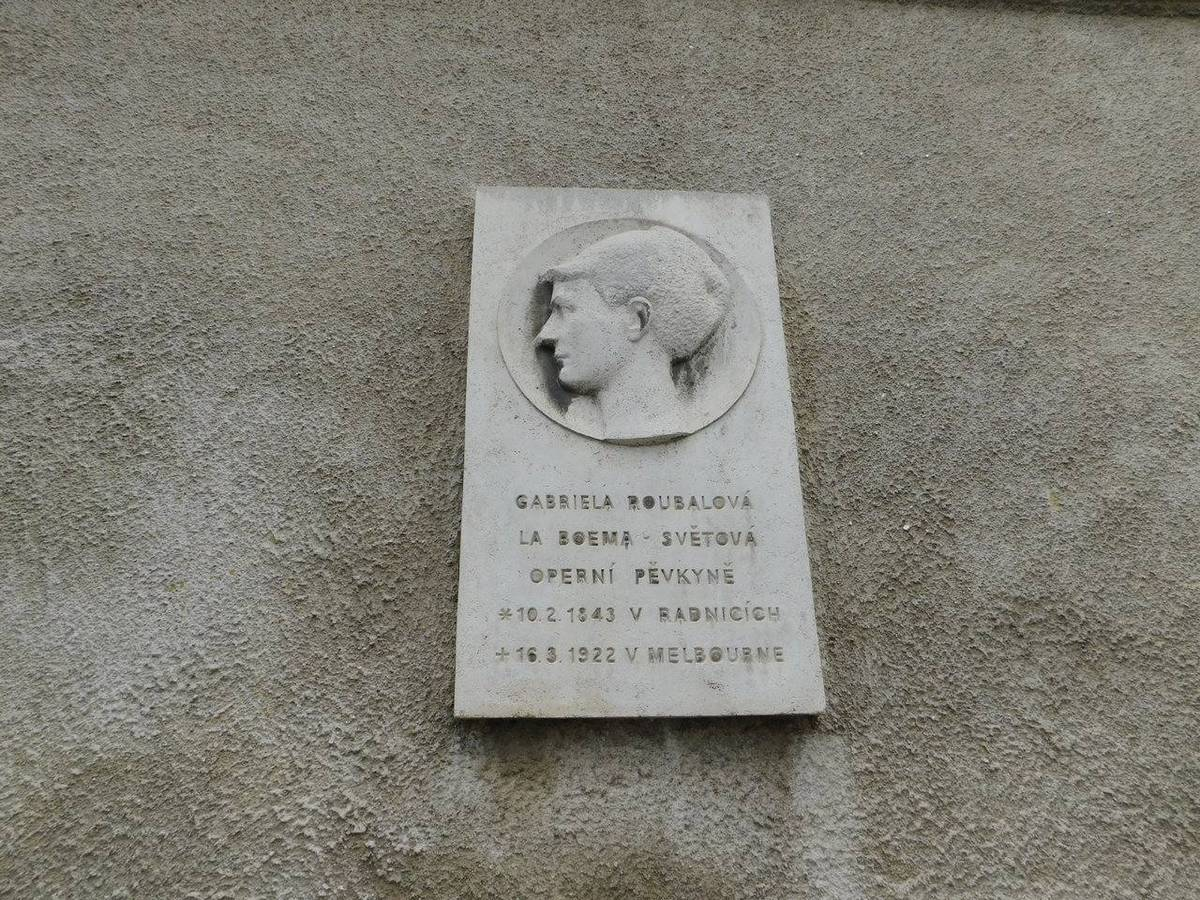
Pamětní deska Gabriely Roubalové na budově zámku v Radnicích

Nadále pak manželé žili v Melbourne, kde vedla vlastní hudební školu, posléze pak přijala místo hudební pedagožky na soukromé hudební konzervatoři. Dožila v Melbourne, ke konci života byla stižena slepotou.

### Úmrtí
Gabriela Roubalová zemřela 16. března 1922 v Melbourne ve věku 79 let.
Na jejím rodném domě v Radnicích byla roku 1967 odhalena její pamětní deska. Její sestra Marie Roubalová byla úspěšnou klavíristkou.